# Otiothops atlanticus
Otiothops atlanticus är en spindelart som beskrevs av Platnick, Grismado och Ramírez 1999. Otiothops atlanticus ingår i släktet Otiothops och familjen Palpimanidae. Inga underarter finns listade i Catalogue of Life.